# LHFPL5
A fusão Lipoma HMGIC tipo parceiro 5 é uma proteína que em humanos é codificada pelo gene LHFPL5.

## Função
Este gene é um membro da família de genes do parceiro de fusão HMGIC do lipoma (LHFP), que é um subconjunto da superfamília dos genes que codificam a proteína transmembranar do tetraspan.  Mutações nesse gene resultam em surdez em humanos, e uma mutação em um gene semelhante em camundongos resulta em surdez e disfunção vestibular com degeneração severa do órgão de Corti. Propõe-se funcionar na morfogênese do feixe capilar.